# Frank Lino
Frank Lino, detto Curly (New York, 30 ottobre 1938 – 2 agosto 2023), è stato un mafioso e collaboratore di giustizia statunitense.
Ha ricoperto il ruolo di caporegime nella famiglia criminale Bonanno.

## Biografia
Frank "Curly" Lino nacque in una casa su West Eight Street, nel quartiere di Gravesend a Brooklyn, New York. Il matrimonio tra suo padre, il mafioso Robert A. Lino Sr., e sua madre fu combinato negli anni '30 da Vito Genovese, fondatore e patriarca della famiglia criminale Genovese. Frank frequentò la Lafayette High School di Brooklyn, ma abbandonò gli studi al secondo anno. Secondo quanto testimoniato da Michael DiLeonardo durante un processo contro John Gotti Jr., suo padre morì nel 1989. Quasi tutti i membri maschi della sua famiglia facevano parte della Cosa nostra statunitense.
Negli anni ’50, dopo aver lasciato la scuola, Lino entrò a far parte di una gang di strada violenta conosciuta come gli "Avenue U Boys", partecipando a rapine. A diciassette anni si affiliò alla criminalità organizzata gestendo bische clandestine controllate da un affiliato della famiglia Genovese. Fu anche un socio d’affari di Rosario Gangi.
Suo cugino Edward Lino e suo fratello Robert A. Lino Jr. erano entrambi capi della famiglia Gambino. Frank era padre di Michael, un affermato broker di Wall Street, e di Joseph, affiliato alla famiglia Bonanno. Era imparentato con Grace Ann Scala-Lino, sorella del capodecina dei Gambino Salvatore Scala e madre di Robert X., affiliato alla famiglia Colombo. Quando scoprì che il pusher Michael "Mikey Bear" Aiello vendeva droga a Grace Ann, organizzò il suo omicidio, al quale avrebbe dovuto assistere, ma il tentativo fallì.
Era genero degli affiliati della famiglia Genovese Francis e Carmine Consalvo, nonché zio lontano di Louis Consalvo. Era anche cugino del capodecina dei Bonanno Robert Lino Sr. e zio paterno del capodecina Robert A. Lino Jr. Era il padrino di Michael Lino e Frank Coppa Jr., figli del suo amico d'infanzia ed ex capodecina Frank Coppa. Era inoltre un grande tifoso di baseball e amico stretto del lanciatore dei New York Mets John Franco.
Lino lavorava fittiziamente come autista di scuolabus per il sindacato Amalgamated Transit Union (sezione locale 1181) presso la Atlantic Express Transportation Corporation, un’azienda controllata dalla mafia che aveva ottenuto appalti dal Dipartimento dell’Istruzione di New York.

## Carriera criminale
Fu “fatto” (made) nella famiglia Bonanno il 30 ottobre 1977, giorno del suo 40° compleanno, nell’appartamento del suo capodecina Alphonse “Sonny Red” Indelicato a Little Italy, Manhattan. Con il passare degli anni, Lino ingrassò notevolmente, sviluppando ipertensione. In quarant’anni di carriera criminale passò dalla famiglia Genovese (1956) alla Colombo (1962), poi alla Gambino (1969), prima di entrare nei Bonanno nel 1977 grazie all’intervento di Frank Coppa.
Il 18 maggio 1962, Lino partecipò con altre quattro persone, tra cui Jerry Rosenberg, a una rapina alla Borough Park Tobacco Company a Brooklyn. L’operazione finì tragicamente con la morte di due agenti del NYPD: il detective Luke Joseph Fallon, 56 anni e veterano da 26, e il detective John Patrick “Big” Finnegan, 29 anni, in servizio da sette.
Dopo la fine della missione dell’agente infiltrato dell’FBI Donnie Brasco nel luglio 1981, Lino fu coinvolto nell’eliminazione di Dominick Napolitano, responsabile di averlo introdotto nella famiglia. Il 17 agosto 1981, Lino e Stefano Canone accompagnarono Napolitano a casa di Ronald Filocomo, affiliato Bonanno. Lì, Napolitano fu accolto da Frank Coppa, poi spinto giù per le scale da Lino e infine assassinato. Il suo corpo fu ritrovato l’anno seguente.

### Indelicato, Trinchera e Giaccone
Lino fu coinvolto in una vasta gamma di attività criminali: dalla vendita di pornografia illegale a truffe finanziarie note come pump and dump a Wall Street. Nel corso degli anni fu usuraio, allibratore, trafficante di droga e sicario. Partecipò a sei omicidi mafiosi, tra cui quello del pusher Michael “The Bear” Aiello, cugino di Lino, e i celebri omicidi dei capodecina dei Bonanno Alphonse Indelicato, Dominick Trinchera e Philip Giaccone.
Il 5 maggio 1981, fedelissimi di Joseph Massino assassinarono Giaccone, Trinchera e Indelicato all'interno di un night club a Brooklyn. Fingendo di voler negoziare una tregua, Massino li invitò al 20/20 Night Club a Clinton Hill. In realtà, l’incontro era una trappola. Nello sgabuzzino del locale erano nascosti Salvatore Vitale e tre sicari armati e con passamontagna, tra cui il mafioso canadese Vito Rizzuto, arrivato da Montréal con un altro affiliato per aiutare Massino. Massino aveva raccomandato di non sparare a caso per evitare che i proiettili si disperdessero nella stanza. Portò anche dei teli e delle corde per disfarsi dei cadaveri.
Quando i tre capi arrivarono, furono accompagnati nello sgabuzzino da Massino, Gerlando Sciascia e Lino. Entrati nella stanza, Sciascia si passò una mano tra i capelli, dando il segnale concordato. I sicari uscirono dall’armadio e Rizzuto urlò:
È una rapina!
Massino colpì Giaccone mandandolo a terra e impedì a Indelicato di fuggire. Giaccone tentò di scappare, ma fu bloccato con Trinchera contro una parete. I killer li uccisero con raffiche di mitra. I tre erano disarmati, com’era consuetudine durante un incontro di pace. Lino, che originariamente doveva essere sostituito dal figlio di Indelicato, si salvò e finì per schierarsi con Massino.
Dopo l’agguato, i corpi furono trasportati in un terreno abbandonato a Lindenwood, nel Queens, in un’area chiamata The Hole, utilizzata dalla famiglia Gambino come cimitero mafioso. John Gotti, capodecina dei Gambino, concesse che i corpi fossero sepolti lì come favore a Massino. Il 28 maggio, le autorità rinvennero il cadavere di Indelicato.
Nell’ottobre 2004, alcuni bambini segnalarono il ritrovamento di un corpo nel terreno di Lindenwood. L’FBI scavò nell’area e rinvenne i resti di Giaccone e Trinchera, insieme a oggetti personali, tra cui un orologio Piaget appartenuto alla moglie di Giaccone. Nel dicembre 2004 i resti furono identificati ufficialmente.
Il 23 giugno 2005, Massino - ormai collaboratore di giustizia per evitare la pena di morte - si dichiarò colpevole di vari omicidi, compresi quelli di Giaccone, Trinchera e Indelicato, e fu condannato a due ergastoli. Il 4 maggio 2007, dopo l’estradizione negli Stati Uniti, Rizzuto si dichiarò colpevole di reati minori legati agli stessi omicidi e fu condannato a dieci anni di carcere.

## Informatore per l'FBI
Nel settembre del 1999, Frank Lino iniziò a scontare una pena detentiva di 57 mesi. Nel 2003 fu arrestato insieme a Joseph Massino, al sottocapo Salvatore Vitale e al capodecina Daniel Mongelli con una pesante incriminazione basata sulla legge RICO. Pochi giorni dopo, Vitale decise di collaborare con le autorità dopo aver scoperto che Massino aveva messo una taglia sulla sua testa.
La decisione di Vitale di pentirsi scosse profondamente Lino. Inizialmente accusato dell’omicidio di Dominick Napolitano, l’unica prova a suo carico proveniva dalla testimonianza dell’ex affiliato Bonanno Frank Coppa. Tuttavia, Vitale poteva non solo confermare le dichiarazioni di Coppa, ma anche coinvolgerlo in altri tre omicidi. Lino comprese rapidamente che la testimonianza di Vitale avrebbe potuto condannarlo all’ergastolo. Quando la squadra difensiva della famiglia Bonanno informò lui e Massino del tradimento di Vitale, Lino fece sapere ai pubblici ministeri che era disposto a collaborare, anche se temeva che Massino potesse vendicarsi uccidendo i suoi figli e nipoti qualora la notizia fosse trapelata.
Dopo 81 giorni trascorsi in isolamento per ragioni di sicurezza, Lino accettò ufficialmente di diventare un collaboratore di giustizia. Come parte dell’accordo, rivelò l’identità di tutti coloro che conosceva come affiliati o associati alla mafia, compreso suo figlio. La sua testimonianza implicò Massino in quattro omicidi e fornì il primo resoconto dettagliato da testimone oculare dell’assassinio dei tre capidecina.

## Morte
Frank Lino morì all’età di 84 anni, il 2 agosto 2023, nel programma di protezione testimoni.